# Stanislav Seman
Stanislav Seman (* 6. srpen 1952 Košice, Československo) je bývalý slovenský fotbalový brankář. Člen československého reprezentačního družstva, které na olympijských hrách v Moskvě v roce 1980 vybojovalo zlaté medaile.
Stanislav Seman strávil téměř celou svoji fotbalovou kariéru v Lokomotivě Košice a to od roku 1963 do roku 1983 s výjimkou let 1972–1974, kdy během základní vojenské služby hrál za Duklu Banská Bystrica.
K vrcholům jeho kariéry patří zlatá medaile z moskevské olympiády, kde obdržel pouze jednu branku (při remíze 1:1 s Nigérií v základní skupině) a čisté konto uhájil 370 minut. Krátce před olympiádou byl členem bronzového týmu na mistrovství Evropy. Z reprezentace byl vyřazen po nepříliš úspěšném vystoupení československých fotbalistů na mistrovství světa ve Španělsku v roce 1982, kdy se týmu nepodařilo postoupit ze skupiny.